# كريس فورمان
كريس فورمان (بالإنجليزية: Chris Fuhrman)‏ (17 أغسطس 1960، سافانا في الولايات المتحدة - 1991)؛ كاتب وروائي أمريكي.